# Pseudotriakis
Pseudotriakis is een monotypisch geslacht van kraakbeenvissen uit de familie van de valse kathaaien (Pseudotriakidae).

## Soort
- Pseudotriakis microdon Brito Capelo, 1868 – Valse kathaai